# Базож (Манш)
Базож (фр. Bazoge) насеље је и општина у северној Француској у региону Доња Нормандија, у департману Манш која припада префектури Авранш.
По подацима из 2011. године у општини је живело 160 становника, а густина насељености је износила 27,59 становника/km². Општина се простире на површини од 5,8 km². Налази се на средњој надморској висини од 203 метара (максималној 212 m, а минималној 92 m).

## Демографија
| 1962. | 1968. | 1975. | 1982. | 1990. | 1999. | 2011. |
| ----- | ----- | ----- | ----- | ----- | ----- | ----- |
| 162   | 201   | 177   | 172   | 162   | 166   | 160   |

График промене броја становника у току последњих година